# بات ماكبرايد
بات ماكبرايد (بالإنجليزية: Pat McBride)‏ هو لاعب كرة قدم ومدرب كرة قدم أمريكي في مركز الوسط، ولد في 13 نوفمبر 1943 في سانت لويس في الولايات المتحدة. شارك مع منتخب الولايات المتحدة لكرة القدم. أما مع النوادي، فقد لعب مع سانت لويس ستارز.

## وصلات خارجية
- بات ماكبرايد على موقع ناشيونال فوتبول تيمز (الإنجليزية)